# Salim Yezza
Salim Yezza  (en tifinagh ⵙⴰⵍⵉⵎ ⵢⵥⴰ , en arabe سليم يزة), est un militant du droits de l'homme et de la cause berbère, algérien d’origine chaouie, né a T'Kout dans la wilaya de Batna en Algérie le 28 janvier 1974.

## Biographie

### Enfance, Jeunesse et origine
La famille de Yezza était défenseur de la  liberté et de la cause identitaire. Son grand-père maternel a été exécuté par l'armée française en 1959 au lieu-dit El Ouajeth tout près de la SAS de Timsounine, pour avoir pris les armes contre le système de cette époque.
Salim Yezza né le 28 janvier 1974 à T'Kout dans la wilaya de Batna dans les Aurès en Algérie, dans une famille chaoui des Aït Bouslimane,. Il a suivi une scolarité dans son village natal, puis a fréquenté le lycée d'Arris, à 35 kilomètres de son village. Chaque jour, il faisait des allers et retours jusqu'à ce qu'il choisisse de changer de lycée pour celui d'Ouargla qui est encore plus loin au sud du pays. À Ouargla, il opte pour un apprentissage en pâtisserie boulangerie, d'où il sort diplômé en juin 1993.
Sa mère lui a appris que l'amazighité n'est pas qu'une langue mais toute une culture,. En 1989, il rejoint l'Association culturelle amazigh de Tkout et la communauté culturelle des Irighien, où il entre en relation avec des militants de sa région qui partagent la même passion pour la chanson chaouie engagée, à l'exemple de celle du groupe Zalato des Aurès.
Depuis son enfance, il a été fasciné par le tifinagh qu'il a appris à écrire depuis ses 10 ans,. Le jeune Salim s'intéresse de plus en plus à la culture amazighe, avant les années 1990, les mouvements n'étaient par trop appréciés en Algérie, Yezza adhérait à tous ces mouvements  militant pour la défendre la cause berbère discrètement.
Il était très actif dans la propagation de la culture berbère dans sa région en aidant la section de l'Union nationale de la jeunesse algérienne de Tkout, par les sketches, les chorales et les activités culturelles.

### Chemin de son combat de militant

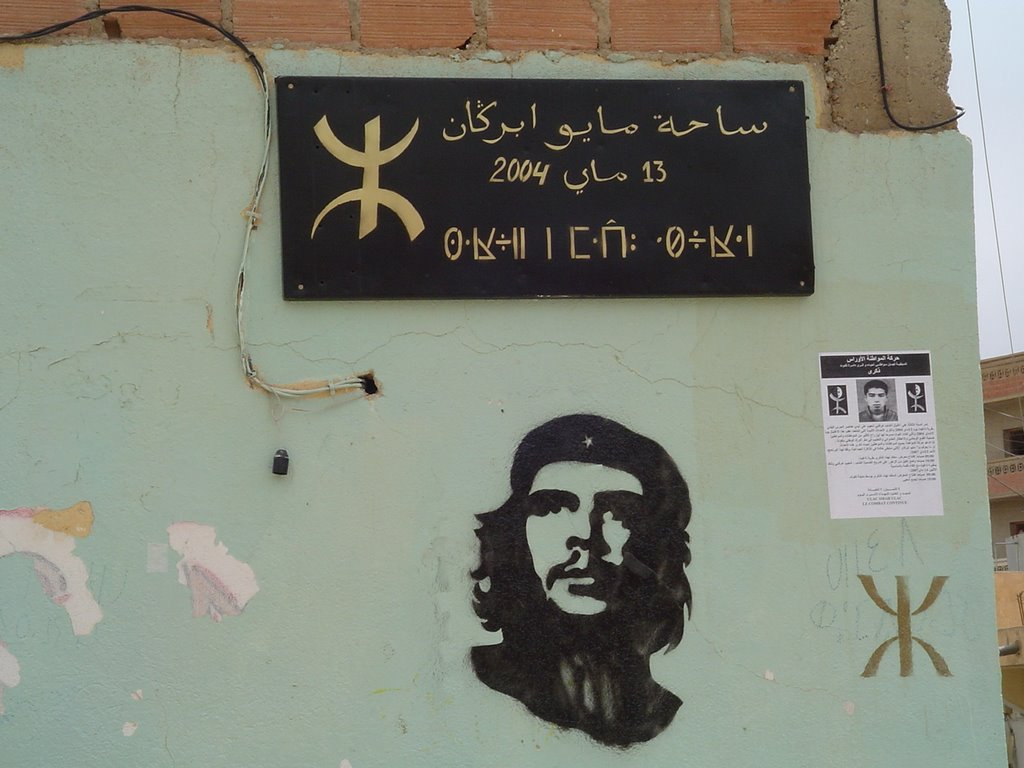
La place du mai noir du chaoui « maiu aberkan » (la date est celle du jour de la mort de Argabi Chouaïb)

À 19 ans Selim part pour le service national qu'il a fait à Aïn El Turk puis à El-Harrach. De retour à T'kout, il ouvre sa pâtisserie à 22 ans dans le quartier Zinoune, qu'il baptise Emnney en hommage à son grand-père maternel. En 2001, il déménage sa pâtisserie à son quartier natal d'El Bordj, et il lui a donné le nom de boutique Tafsuth.
En 2001, Salim Yezza était délégué de la coordination des comités des quartiers et  des villages de la daïra de T'Kout,. Depuis cette année, le jeune militant devient plus impliqué dans la cause berbère, après les événements de Kabylie du printemps noir. Il créa un mouvement de soutien pour la Kabylie, en organisant des marches de protestation. Mais aussi, il commence à défendre tous les droits de l’homme dans sa région aussi, en protestant à Arris, contre le refus d'inscrire un nouveau-né sous le prénom berbère de Ghilès.
Le 4 novembre 2003, il a comparu devant le juge d'instruction près du tribunal d'Arris, juridiction de Batna, pour entrave aux préparatifs de la visite présidentielle d'Abdelaziz Bouteflika et distribution de tracts appelants au boycott, selon les autorités. Salim est relâché le soir même sous la pression des âarchs,. En juin de la même année à Batna, Yezza est condamné à 2 mois de prison avec sursis pour avoir organisé une marche non autorisée,.
Lors des événements de T'kout, il a dû fermer son commerce. Salim, son père et un grand nombre de personnes sont accusés d'avoir causé les troubles qu'a connus la région et d'avoir rédigé des communiqués diffusés dans le journal du Matin. Le père de Yezza surnommé Dadda Mouhand a eu 3 mois de prison ferme.
Selon le journal français L'Humanité en 2011, il a été contraint à l’exil en France pour échapper à la répression,. À Paris, il devient un membre actif dans les mouvements berbères. Salim a publiquement exprimé sa solidarité avec les mozabites, en 2014 et 2015 lors des événements qui ont frappé leur région sur des plateaux de télévision (France 24,, Imazighen Libya) et dans la presse,. Mais aussi il a participé à la campagne pour la libération du médecin Kamel Eddine Fekhar, défenseur des droits humains, ancien du Front des forces socialistes.

### Arrestation à Biskra en 2018
Salim revient de France le 5 juillet pour assister à l'enterrement de son père Mohamed Yezza, mort des suites de graves blessures contractées dans un accident survenu sur l'axe routier Arris-T'Kout,,.
Le  14 juillet 2018 alors qu'il s'apprêtait à se rendre à Paris, où il réside depuis 8 ans, Salim Yezza a été arrêté par les agents de la police algérienne des frontières, à l'aéroport de Biskra - Mohamed Khider, à la suite de l'émission d'un mandat d'arrêt qui date du 10 juillet 2018 par le procureur de Ghardaïa, pour incitation à la violence,,,,,. Puis il a été transféré vers le siège de la sûreté de Biskra.
Après son arrestation, un rassemblement de dizaines de citoyens venus de Batna, de Béjaïa, de Tizi Ouzou et d'Alger s'est tenu le 16 juillet de 11 heures à T'Kout pour revendiquer sa libération,. Les manifestants ont brandi des banderoles appelant à la libération de Salim Yezza, où il était écrit Libérez Salim Yezza et Tilleli i Salim Yezza.
L'arrestation a été condamnée par des hommes politiques tels que Rachid Nekkaz, et des ONG comme le Congrès mondial amazigh, tout comme par des artistes et des blogueurs. Yezza est transféré dans un premier temps à El Oued à Ouargla, puis à Ghardaïa,.

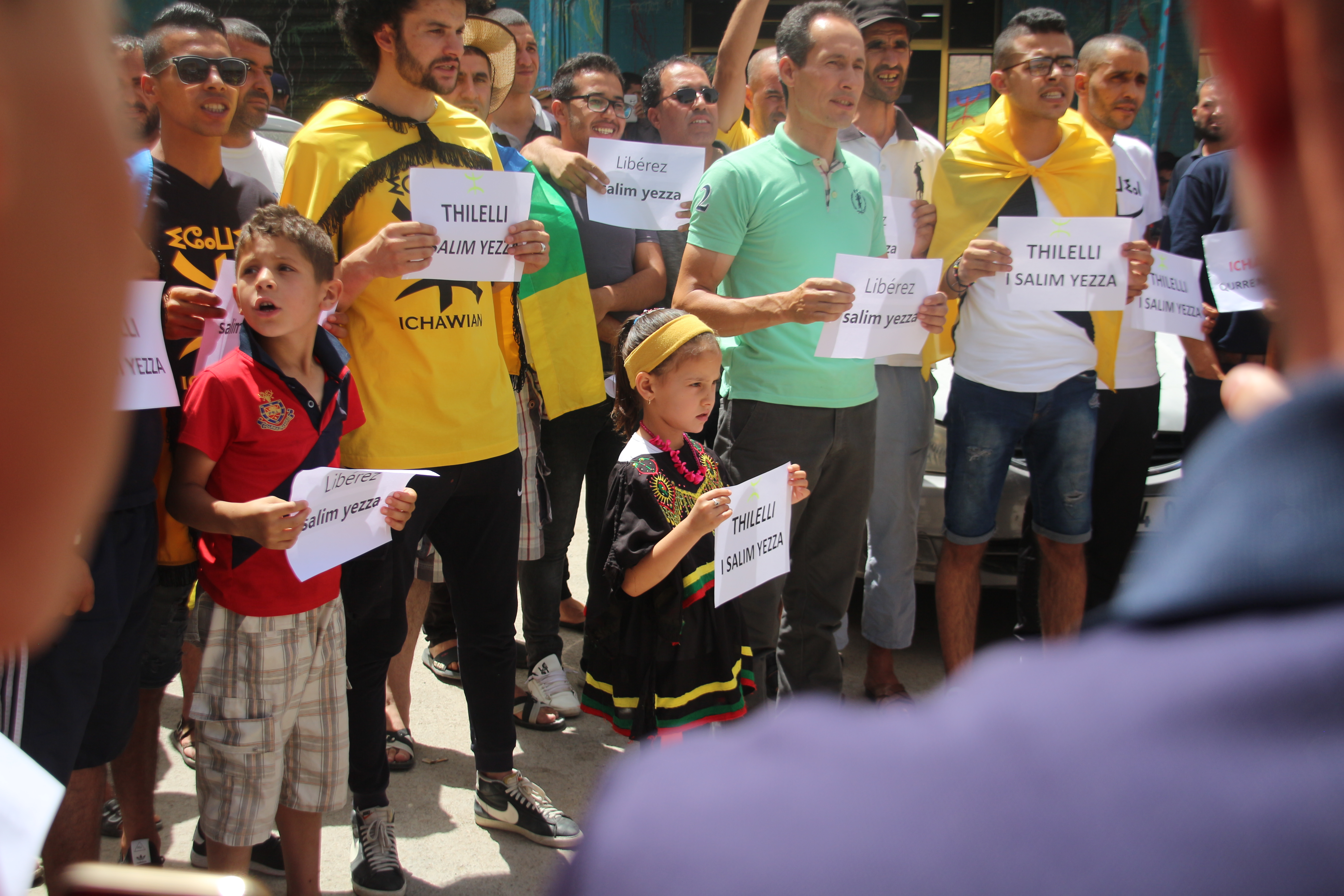
Les Manifestants à T'Kout
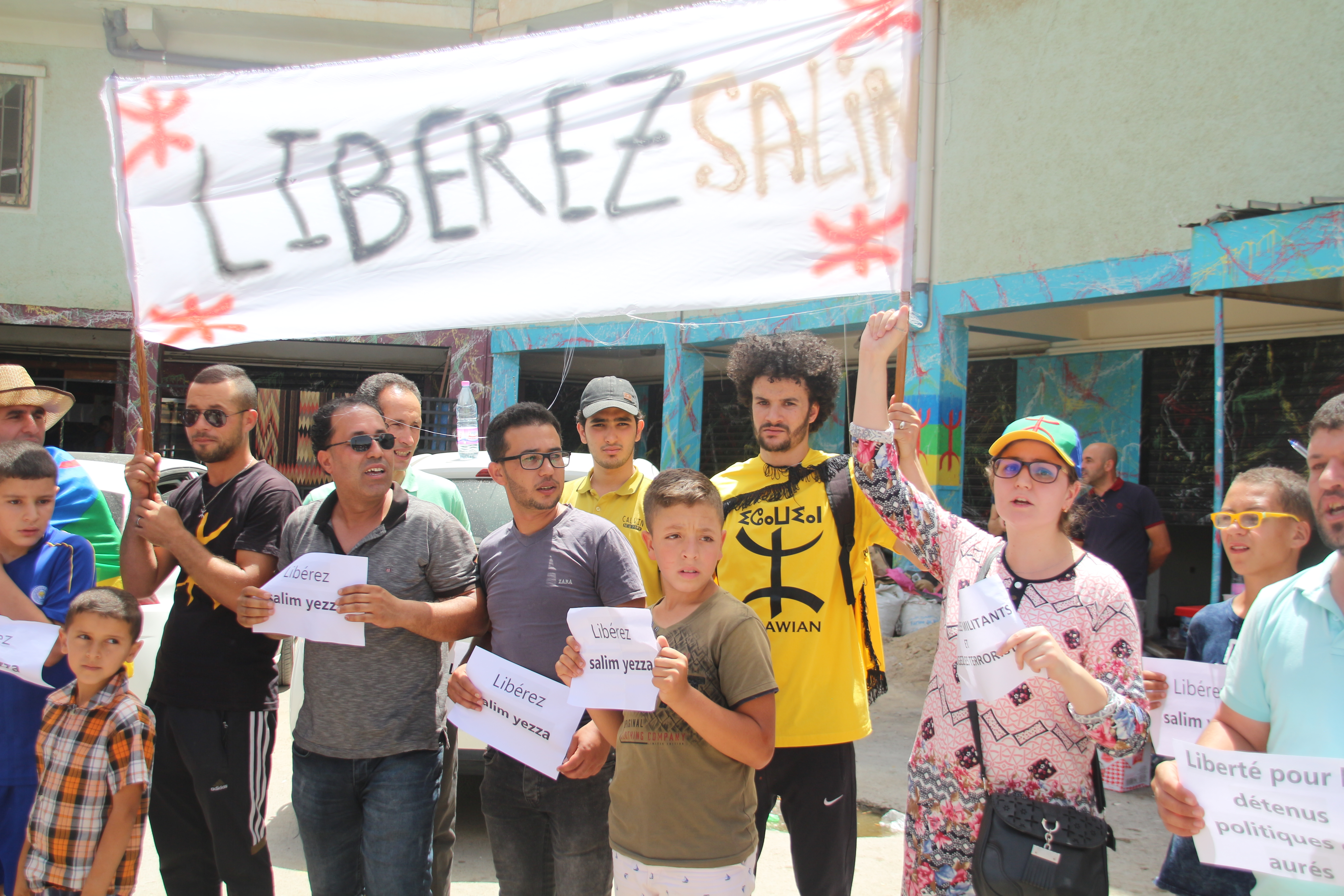
Banderoles des manifestants à T'Kout
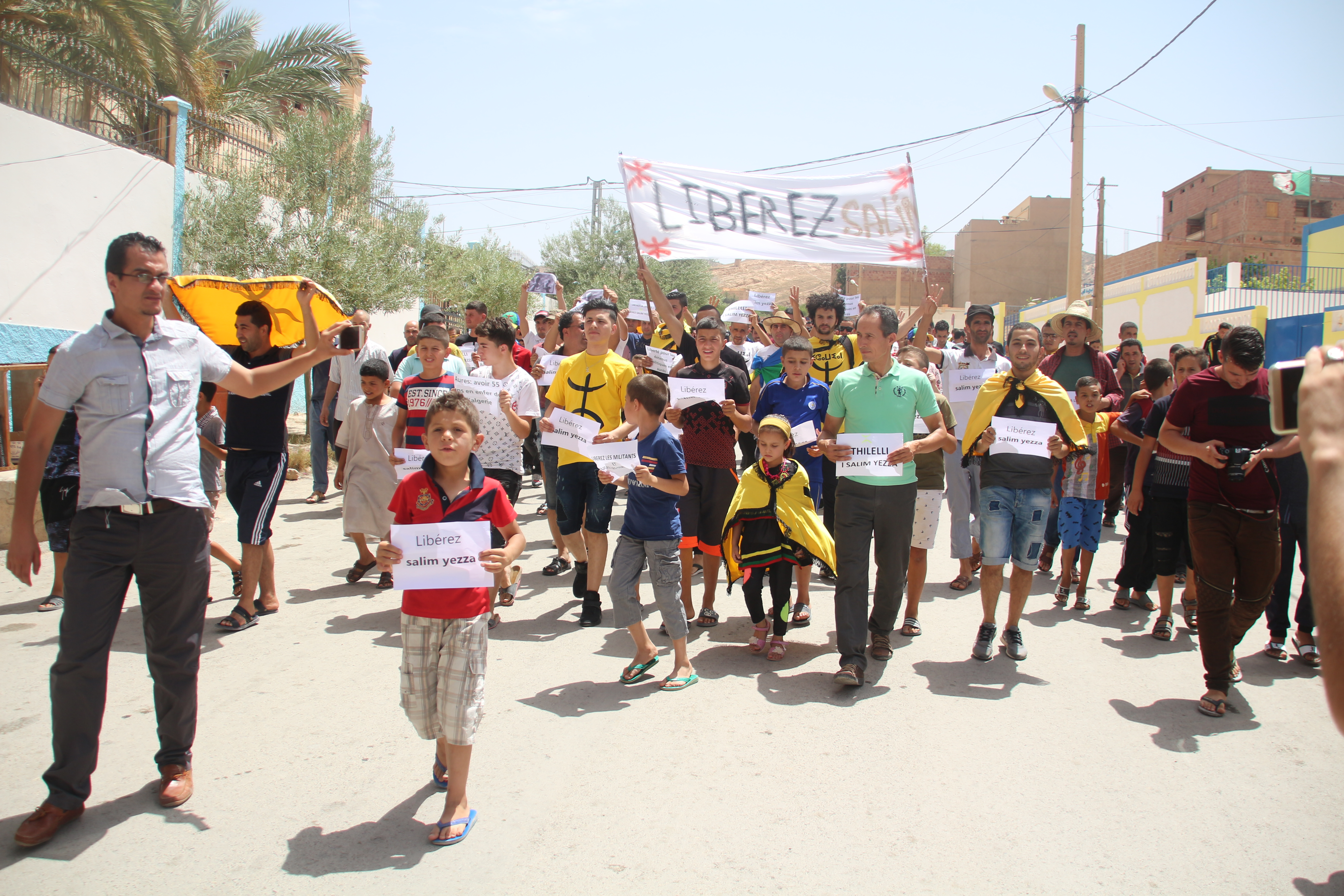
Manifestants à T'Kout
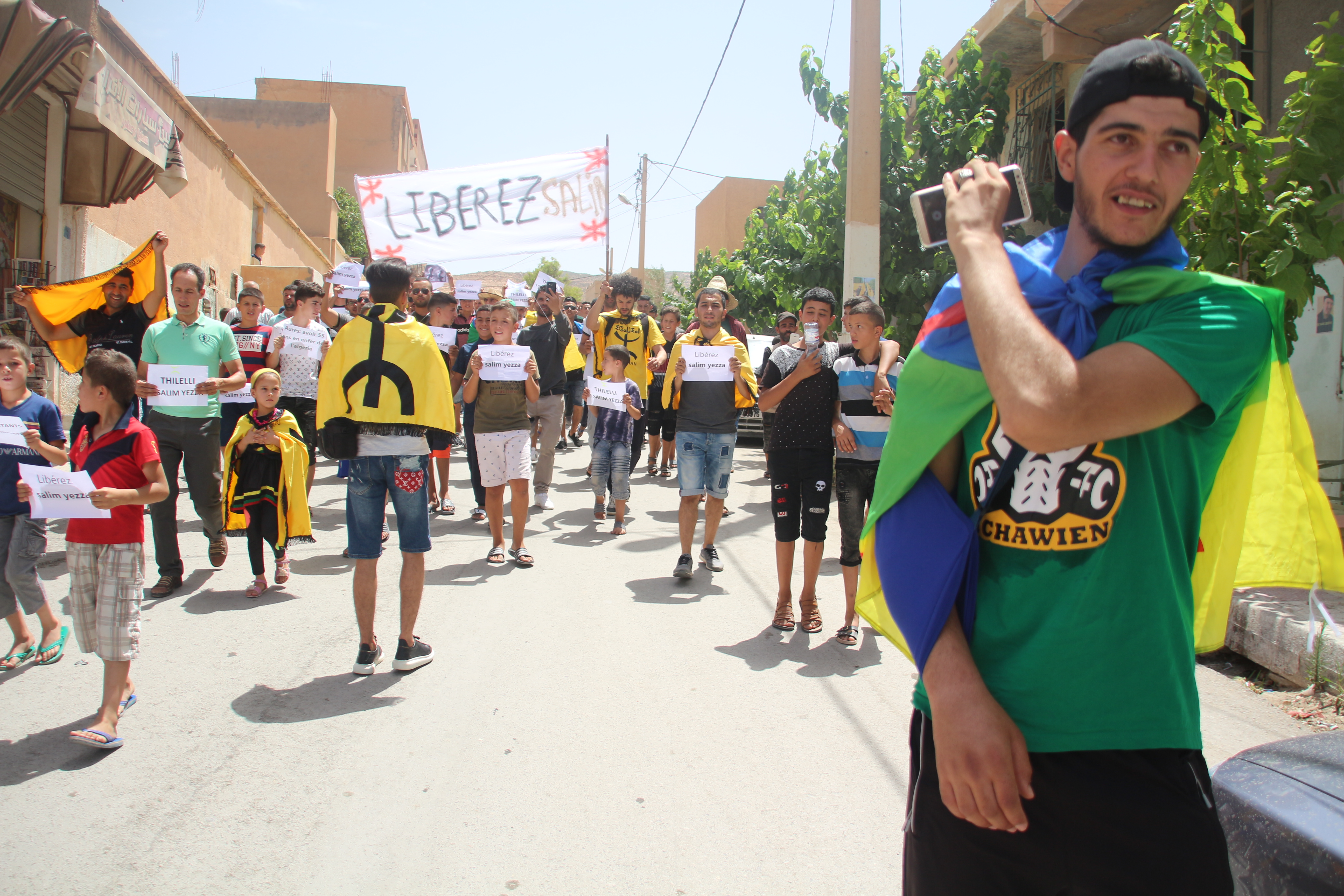
Marche des manifestants à T'Kout
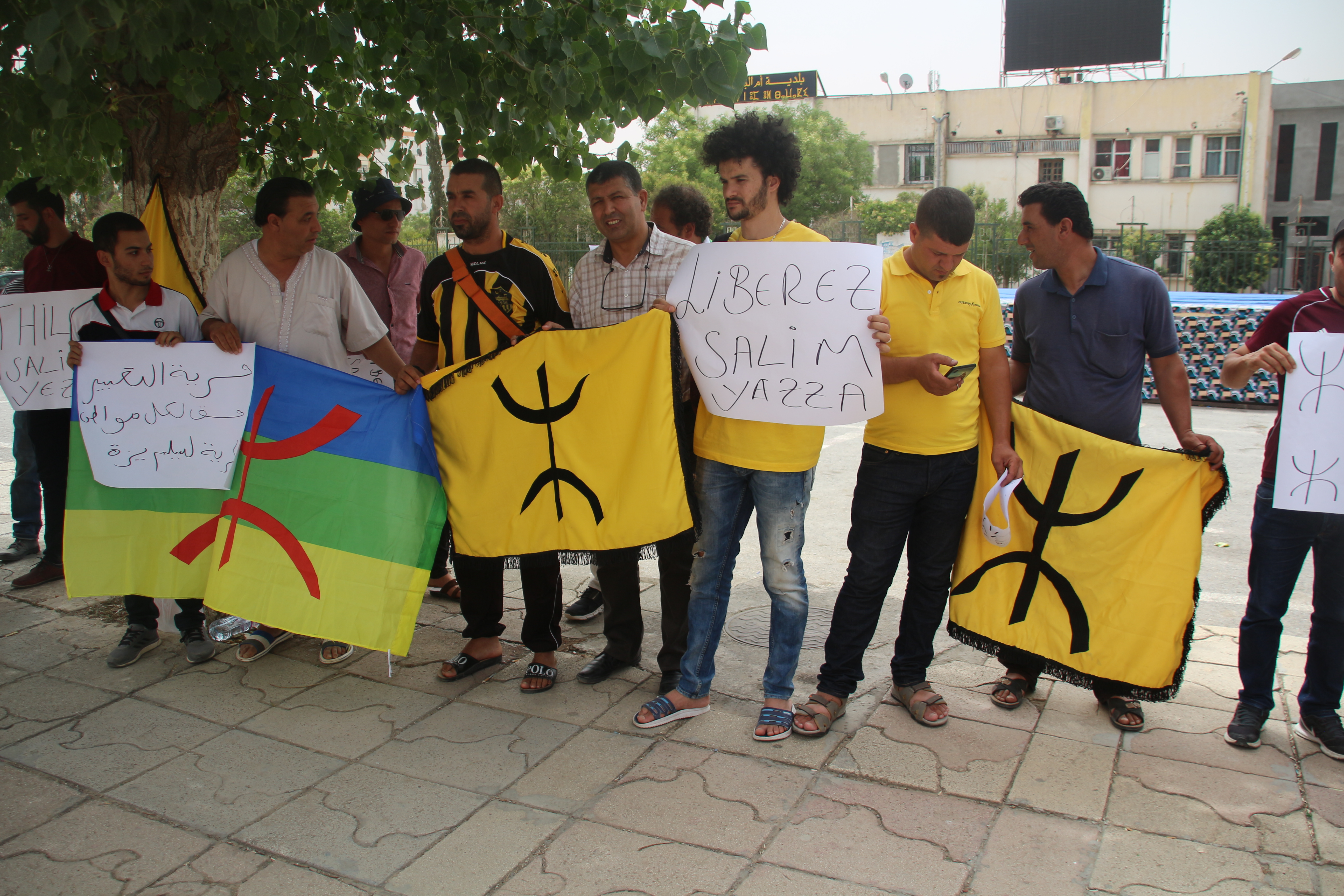
Manifestants à Oum El Bouaghi
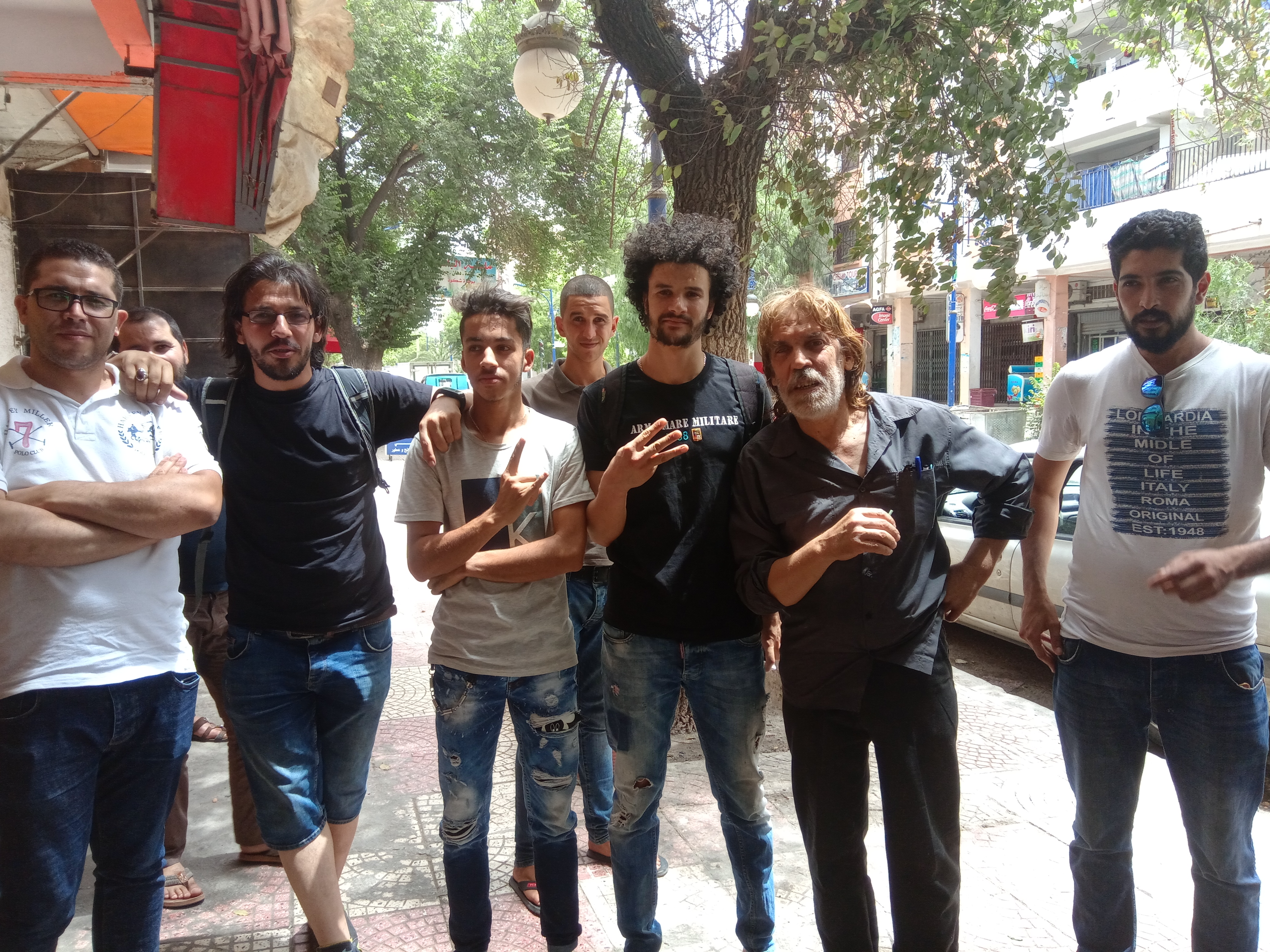
Manifestants à Oum El Bouaghi avec Djamel Sabri

24 juillet de la même année il est traduit devant le tribunal correctionnel de Ghardaïa. Il est défendu par  l'avocat Kouceila Zerguine. Le procureur de la République requiert deux années de prison ferme et 100 000 dinars algériens d'amende.
Le 7 août 2018, le tribunal de Ghardaïa condamne Salim Yezza à un an de prison avec sursis et une amende de 100.000 Da ,.